# J스크립트
J스크립트(JScript)는 ECMA스크립트 표준에 기반을 둔 스크립팅 언어이며 마이크로소프트사의 인터넷 익스플로러에 쓰인다.
J스크립트는 윈도우 스크립트 엔진으로 추가된다. 다시 말해 윈도우 스크립트를 지원하는 어떠한 응용 프로그램(이를테면 인터넷 익스플로러, 액티브 서버 페이지, 윈도우 스크립트 호스트)에도 이 기능을 사용할 수 있다는 뜻이다. 또, 윈도우 스크립트를 지원하는 어떠한 응용 프로그램이라도 J스크립트, VB스크립트, 펄과 같은 여러 언어를 사용할 수 있다는 뜻이다.
J스크립트는 1996년 8월에 출시된 인터넷 익스플로러 3.0 브라우저에서 처음 지원되었다. 최근에 나온 버전은 인터넷 익스플로러 8에 포함된 J스크립트 5.8이다.

## 같이 보기
- 자바스크립트
- 액티브 스크립팅
- ECMA스크립트: ECMA 인터내셔널 언어 정의 표준
- 윈도우 스크립트 파일
- 윈도우 스크립트 호스트